# Ampelion
Az Ampelion a madarak (Aves) osztályának verébalakúak (Passeriformes) rendjébe, ezen belül a kotingafélék (Cotingidae) családjába tartozó nem.

## Rendszerezésük
A nemet Johann Jakob von Tschudi írta le 1845-ben, jelenleg az alábbi 2 faj tartozik ide:
- Ampelion rubrocristatus
- Ampelion rufaxilla

## Előfordulásuk
Dél-Amerika területén honosak. Természetes élőhelyeik a szubtrópusi vagy trópusi hegyi esőerdők.

## Megjelenésük
Testhosszuk 21 centiméter körüli.

## Életmódjuk
Gyümölcsökkel és rovarokkal táplálkoznak.